# Carl Andre
Carl Andre (Quincy, 16 settembre 1935 – New York, 24 gennaio 2024) è stato un pittore e scultore statunitense, appartenente alla corrente del minimalismo.
Le sue sculture sono realizzate accostando unità geometriche elementari, di produzione industriale, senza manipolazioni dei materiali da parte dell'artista. Esse sono pensate e realizzate in relazione al luogo espositivo e non hanno nessun intento narrativo o allusivo ma dichiarano semplicemente se stesse come oggetti. Ad aver influenzato il suo lavoro sono stati Frank Stella, Constantin Brâncuși e successivamente il costruttivismo russo.

## Biografia

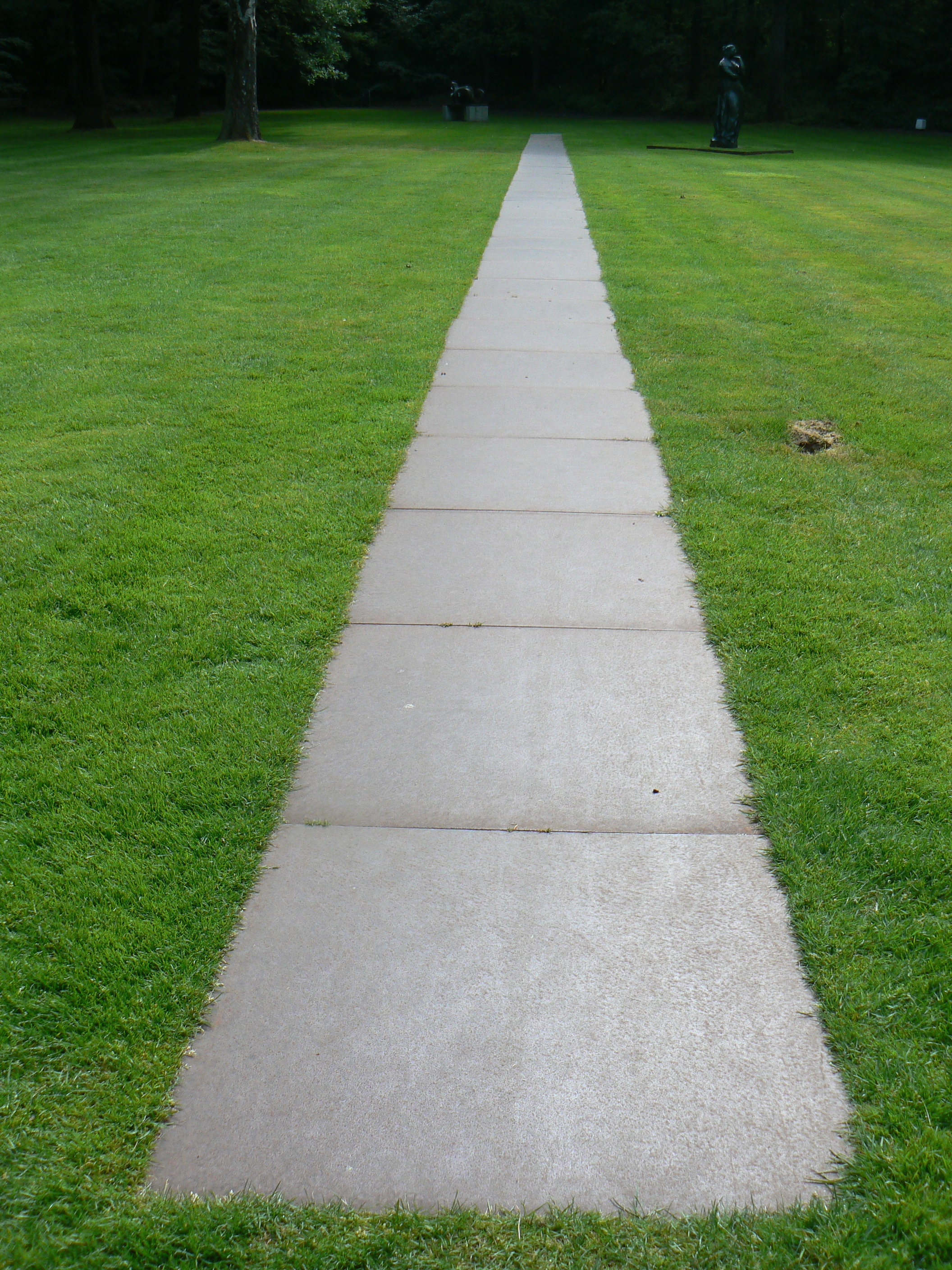
Carl Andre, 43 Roaring forty, scultura, 1968, Museo Kröller-Müller, Paesi Bassi

Andre nasce a Quincy, Massachusetts, USA, il 16 settembre 1935 e studia arte alla Philippe Academy di Andover dal 1951 al 1953. Nel 1954 viaggia in Europa, soggiornando in Francia e Inghilterra. Nel 1957 si trasferisce a New York. Nel 1958 conosce Frank Stella di cui diventa amico e con il quale condivide lo studio. A partire dal 1959 comincia a realizzare opere senza scolpire, limitandosi a mettere insieme unità geometriche elementari, spesso di produzione industriale. Un esempio di questo tipo di opere è la serie degli Elements, realizzata assemblando blocchi di legno. La serie, pianificata negli anni sessanta, fu poi realizzata nel corso degli anni settanta.
Dal 1960 fino al 1964 lavora presso la ferrovia della Pennsylvania con varie mansioni. Di tale esperienza dirà: "Sulle ferrovie ho imparato un sacco riguardo alla scultura". Nel 1965 organizza la sua prima mostra personale alla Galleria Tibor de Nagy di New York. Nel 1966 partecipa alla mostra Primary Structures al Jewish Museum di New York dove presenta la sua opera Lever costituita da 137 mattoni appoggiati al pavimento e accostati l'uno all'altro. Quest'opera segna una svolta per la produzione dell'artista americano, in quanto con Lever la percezione dello spettatore riguarda non solo la scultura in sé ma anche lo spazio circostante. Nello stesso anno espone Equivalents: una serie di opere realizzate disponendo 120 mattoni, di uguali forma e dimensioni, sul pavimento. Nonostante le sculture della serie siano diverse per forma, poiché in ciascuna i mattoni sono assemblati in maniera diversa, esse sono equivalenti dal punto di vista del peso e del volume, poiché il numero di mattoni usati è sempre lo stesso.
A partire dal 1967,comincia a creare le così dette Squares, opere costituite da sottili lastre di metallo quadrate, disposte sul pavimento accostate le une alle altre. Lo spettatore in questo caso può camminare sull'opera, la quale diventa un'esperienza per interrogarsi sull'ambiente circostante. Sempre nel 1967 realizza la mostra personale Cuts alla Dwan Gallery di Los Angeles. Progressivamente le ricerche dell'artista si espandono a includere l'uso di altri materiali: non più solo legno e metalli prodotti dall'industria, ma anche alluminio, grafite o blocchi di cemento. Questi ultimi sono usati per esempio in Lament of the Children del 1976. Negli anni Settanta, Andre ha realizzato numerose installazioni di grandi dimensioni, come Blocks and Stones nel 1973 per il Center for the Visual Arts, di Portland, e opere all'aperto, come Stone Field Sculpture nel 1977 a Hartford.
Parallelamente all'attività di scultore, Andre si dedica anche alla poesia. Le sue prime sperimentazioni in versi possono essere ricondotte ai suoi anni alla Phillips Academy di Andover, ma le sue prime poesie mature coincidono con il suo arrivo a New York nel 1957. Molte furono le influenze su Andre: il suo interesse per la storia americana, le letture di Ezra Pound, Gertrude Stein, William Carlos Williams e le sue discussioni con altri artisti come Hollis Frampton e Frank Stella. Nei suoi lavori si nota il rifiuto delle regole della grammatica e della sintassi e, in generale, della tradizionale nozione di poesia lirica. Spesso le parole sono disposte in modo tale da comporre non frasi, ma immagini; per questo motivo i suoi componimenti sono anche noti come "typewriter drawings", ossia "disegni fatti con la macchina da scrivere". Questo approccio "visivo" alla poesia è stato determinato in parte dal suo impiego temporaneo come assistente editoriale e indicizzatore. Nella scrittura di Andre sono stati visti anche echi di alcuni dei principi che caratterizzano la sua scultura, in particolare, come ha dichiarato lo stesso autore, nell'uso delle parole come unità elementari del linguaggio.
Nel 2010 si è ritirato dall'attività artistica.

## Stile
L'opera di Andre spinge a riflettere sugli oggetti e sulle qualità che gli oggetti possiedono. Inoltre, egli rifiuta il concetto tradizionale di scultura come forma che necessariamente sta in verticale o che è posta su una base. L'artista concepisce le proprie sculture come "spazio", ossia come oggetti che alterano lo spazio circostante, determinando una diversa percezione di esso da parte dello spettatore. Egli definisce infatti le proprie opere come "tagli inferti allo spazio". Andre definì il suo lavoro anche come ateo, materialista e comunista.

## Vita privata
Nel 1979 Andre conosce l'artista cubana Ana Mendieta all'inaugurazione della prima mostra personale di lei. Nel 1985 si sposano, ma otto mesi dopo Mendieta muore cadendo dal 34º piano del suo appartamento, mentre Carl era presente in casa. Andre fu assolto dall'accusa di omicidio, per mancanza di prove, dopo un processo durato tre anni (dal 1985 al 1988), ma ancora oggi l'opinione pubblica rimane divisa tra l'ipotesi del suicidio e quella dell'omicidio. Per questo motivo, la carriera di Andre ha subito delle ripercussioni quali ad esempio la protesta del 2014 in occasione della retrospettiva organizzata dalla Dia Art Foundation.

## Alcune opere di Andre nei musei italiani
- 2nd Steel Square, 2008, Fondazione MUSEION. Museo d'arte moderna e contemporanea Bolzano[20]
- America Drill, 1963-2002, Fondazione MUSEION. Museo d'arte moderna e contemporanea Bolzano[21]
- STILLANOVEL, 1972, Fondazione MUSEION. Museo d'arte moderna e contemporanea Bolzano[22]
- Shooting a script, 2000, Fondazione MUSEION. Museo d'arte moderna e contemporanea Bolzano[23]
- Verso ovest( blocchi non scolpiti), 1975, Peggy Guggenheim collection, Venezia[24]
- Untitled, realizzata negli anni Settanta, acquistata negli anni Novanta dal collezionista Egidio Marzona, si trova oggi nell'Art Park di Verzegnis[25]
- Aluminum ∑ 21, 2006. Collezione Alfonso e Cristina Artiaco, Pozzuoli. In comodato a Madre · museo d’arte contemporanea Donnaregina, Napoli[26]

## Mostre (selezione)
- Shape and Structure Tibor de Nagy Gallery, a cura di Henry Geldzahler, 1966.[27][28]
- Cuts, Dwan Gallery, Los Angeles, 1967[13]
- Primary Structures: Younger American and British Sculptors, Jewish Museum, New York. 27 aprile - 12 giugno 1966[29]
- Carl Andre, Solomon R. Guggenheim Museum, New York. 29 settembre - 22 novembre 1970[30]
- The sculpture of Carl Andre, Laguna Gloria Art Museum, Austin, Texas, 1978[31]
- Carl Andre, Museion, Bolzano. 17 settembre 2011 – 8 gennaio 2012[32]
- Carl Andre: Sculpture as Place, 1958 - 2010, Dia Art Foundation, New York, 5 maggio 2014– 2 marzo 2015[33]